# مات غلاسر
مات غلاسر (بالإنجليزية: Matt Glaser)‏ هو عازف كمان ‏ وعازف كمان أمريكي، ولد في 1956.

## وصلات خارجية
- مات غلاسر على موقع ميوزك برينز (الإنجليزية)
- مات غلاسر على موقع ديسكوغز (الإنجليزية)